# Mozes Adams
Mozes Adams (Saminaka, 21 luglio 1988) è un ex calciatore nigeriano, di ruolo centrocampista.

## Carriera

### Club
Adams vestì la maglia dei Ranchers Bees, prima di trasferirsi ai belgi del Westerlo. Rimase svincolato al termine del campionato 2011-2012. Nell'estate 2013, firmò un contratto con il Cappellen.

### Nazionale
Partecipò al Mondiale Under-20 2007 con la Nigeria under 20.